# Afrikanisches Referenzalphabet
Das Afrikanische Referenzalphabet ist die 1982 revidierte Version eines 1978 in einer von der UNESCO in Niamey (Niger) abgehaltenen Konferenz erarbeiteten Alphabet-Vorschlages. Die Konferenz empfahl, für jeden Laut (tatsächlich für jedes Phonem) einen einzelnen Buchstaben statt Mehrbuchstaben-Kombinationen (Digraphen oder Trigraphen) oder Buchstaben mit diakritischen Zeichen zu verwenden.
Das Afrikanische Referenzalphabet ist deutlich verwandt mit dem Afrika-Alphabet und spiegelt die praktische Erfahrung mit letzterem wider. Die Niamey-Konferenz baute auch auf der Arbeit einer früheren UNESCO-organisierten Konferenz auf, die 1966 in Bamako (Mali) die Harmonisierung der Transkription afrikanischer Sprachen zum Thema hatte.

## Vorläuferversionen 1978
Von der Niamey-Konferenz 1978 wurden unterschiedliche Ergebnisberichte in englischer und französischer Sprache erstellt. Speziell unterscheiden sich die Abbildungen der Alphabete, und es sind auch inhaltliche Unterschiede vorhanden.
In der englischen Version wird ein Alphabet mit 57 Buchstaben vorgeschlagen, in je einer Groß- und Kleinbuchstabenform. Acht dieser Buchstaben wurden aus Buchstaben des lateinischen 26-Zeichen-Grundalphabetes und einem untergesetzten Unterstrich (_) geformt. Zahlreiche der Glyphen, zumeist Großbuchstabenformen, erscheinen unüblich und können (Stand 2013, Unicode Version 6.2) nicht exakt in Unicode dargestellt werden.
Die englische Version listet außerdem acht Akzente auf: Akut (´), Gravis (`), Zirkumflex (^), Caron (Hatschek) (ˇ), Makron (¯), Tilde (˜), Trema (¨) und Überpunkt (˙), sowie neun Satzzeichen ( ? ! ( ) « » , ; . ).
In der französischen Version finden sich nur handgezeichnete Kleinbuchstaben. Es gibt 56 Buchstaben wie in der englischen Version (das Obenhaken-z fehlt), sowie zwei weitere Apostroph-ähnliche Buchstaben ʿ und ʻ. Außerdem sind fünf der Buchstaben mit einem Unterpunktakzent statt eines Unterstrichs geschrieben (ḍ, ḥ, ṣ, ṭ und ẓ). Diese repräsentieren emphatische Konsonanten wie im Arabischen. Die verbliebenen mit Unterstrich dargestellten Buchstaben (c̱, q̱ und x̱) repräsentieren Klicklaute. Akzente und Satzzeichen sind in der französischen Version nicht aufgelistet.
Im Übrigen stimmen die Inhalte der englischen und der französischen Version überein.
| Kleinbuchstabe | a | ɑ | b | ɓ | c | c̱ | d | ḏ | ɖ | ɗ | ð |   |
| Großbuchstabe  | A | Ɑ | B | Ɓ | C | C̱ | D | Ḏ | Ɖ | Ɗ | Ð |   |
| Kleinbuchstabe | e | ɛ | ǝ | f | ƒ | g | ɣ | h | ẖ | i | ɪ |   |
| Großbuchstabe  | E | Ɛ | Ǝ | F | Ƒ | G | Ɣ | H | H̱ | I | Ɪ |   |
| Kleinbuchstabe | j | k | ƙ | l | m | n | ŋ | o | ɔ | p | q |   |
| Großbuchstabe  | J | K | Ƙ | L | M | N | Ŋ | O | Ɔ | P | Q |   |
| Kleinbuchstabe | q̱ | r | ɍ | s | s̱ | ʃ | t | ṯ | ƭ | ʈ | ɵ | u |
| Großbuchstabe  | Q̱ | R | Ɍ | S | S̱ | Ʃ | T | Ṯ | Ƭ | Ʈ | Ɵ | U |
| Kleinbuchstabe | ʊ | v | ʋ | w | x | x̱ | y | ƴ | z | ẕ |   | ʒ |
| Großbuchstabe  | Ʊ | V | Ʋ | W | X | X̱ | Y | Ƴ | Z | Ẕ |   | Ʒ |

Anmerkungen:

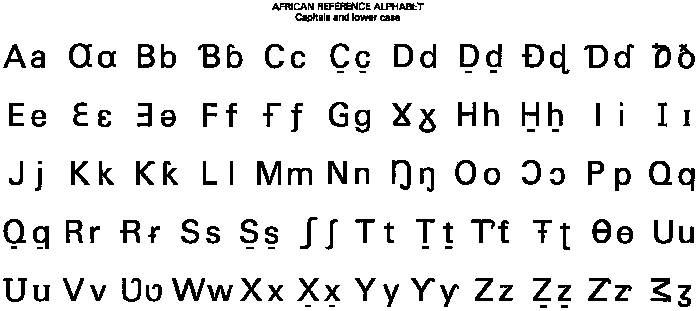
Afrikanisches Referenzalphabet, wie 1978 auf der Niamey-Konferenz präsentiert

- Ɑ/ɑ ist das „Lateinische Alpha“ (), nicht ein „Lateinisches einstöckiges A“ (). In Unicode werden diese Darstellungsvarianten nicht als unterschiedliche Buchstaben angesehen.
- Das Großbuchstaben-I als Gegenstück zum Kleinbuchstaben „i mit Punkt“ hat keine Serifen, während der zum Kleinbuchstaben ɪ (U+026A latin letter small capital i) passende Großbuchstabe „Ɪ“ (U+A7AE latin capital letter small capital i) deutliche Serifen (bzw. Kopf- und Fußbalken analog zum Kopfbalken des „T“) aufweist.[2]

## Version 1982
Die Revision von 1982 wurde von Michael Mann und David Dalby durchgeführt, die auch an der Konferenz von Niamey teilgenommen hatten. Seitdem hat das Afrikanische Referenzalphabet 60 Buchstaben, mit teilweise deutlich verschiedenen Formen gegenüber den Vorversionen von 1978. Außerdem umfasst das Alphabet nur Kleinbuchstaben, es ist also ein unikamerales Alphabet.

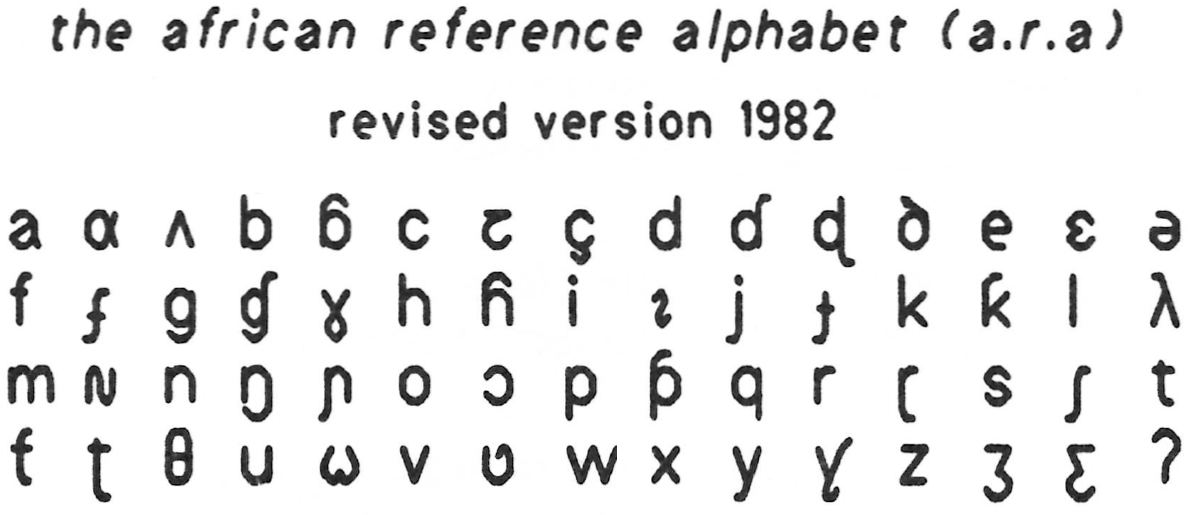
Afrikanisches Referenzalphabet (Revision 1982) wie von Mann/Dalby dokumentiert

| a | ɑ | ʌ | b | ɓ | c | ƈ | ç | d | ɗ | ɖ | đ | e | ɛ | ǝ |
| f | ƒ | g | ɠ | ɣ | h | ɦ | i | ɩ | j | ɟ | k | ƙ | l | λ |
| m |   | n | ŋ | ɲ | o | ɔ | p | ƥ | q | r | ɽ | s | ʃ | t |
| ƭ | ʈ | θ | u | ω | v | ʋ | w | x | y | ƴ | z | ʒ | ƹ | ʔ |

Der 32. Buchstabe „“ ist die linearised tilde. Dieses Zeichen ist in Unicode nicht enthalten (Stand März 2025, Unicode-Version 17) und kann näherungsweise als ɴ (U+0274 latin letter small capital n) dargestellt werden.